# Kent Steffes
Kent Steffes (23 de Junho de 1968 em Ann Arbor, Michigan) é um jogador estadunidense de voleibol de praia. Foi o vencedor da medalha de ouro nos Jogos Olímpicos de Verão de 1996, formando dupla com Karch Kiraly. Com 2,10, ele é o campeão olímpico mais alto da história do voleibol de praia masculino.